# CryptoEscudo
O CryptoEscudo é uma moeda digital criptográfica, lançada a 25 de Março de 2014, por programadores portugueses. Foi desenhada a partir do protocolo das primeiras criptomoedas existentes, o Bitcoin e o Litecoin. 
Os seus fundadores, Eugénio Apolo e Ana Costa , definiram três objetivos a alcançar:
1. Criar uma comunidade nacional e internacional de utilizadores de CryptoEscudo.
2. Distribuir uma parte dos CryptoEscudos pré minerados pelos portugueses (residentes no país ou no estrangeiro).
3. Alcançar uma valorização[3] progressiva do CryptoEscudo, até aos 1000 Euros, para conseguir pagar a dívida pública portuguesa (à data do lançamento da moeda) recorrendo às moedas pré mineradas reservadas para esse efeito.